# Prix Bayeux Calvados-Normandie des correspondants de guerre
Ocenění Bayeux-Calvados pro válečné korespondenty (Prix Bayeux-Calvados des korespondenty de guerre) je každoročně udělováno městem Bayeux a generální radou departmentu Calvados. Jeho cílem je vzdát hold novinářům, kteří pracují v nebezpečných podmínkách, aby umožnili veřejnosti přístup k informacím o válce.

## Podrobnosti
Prestižní cenu založilo město Bayeux, první francouzské město osvobozené v druhé světové válce, jako součást padesátého výročí vylodění v Normandii. Město každoročně zorganizuje konferenci, která zahrnuje knižní veletrh, mediální fórum, diskusní večery a akce pro mládež. Cena má od roku 1994 dvanáct kategorií a jednou z nich je cena Trophée photo, která odměňuje fotožurnalistu za fotografickou zprávu z mezinárodního konfliktu. Cena, kterou uděluje mezinárodní porota, je otevřena pro fotografy z celého světa, kteří musí předložit přihlášku sestávající z jedné zprávy obsahující 8 až 15 fotografií. Součástí ceny je 7 000 euro, kterou vítězi věnuje japonská společnost Nikon.
Cena má od roku 1994 dvanáct kategorií:
- Denní zprávy
- Časopis
- Fotoreportáž - Trophée photo
- Rádio
- Televize
- Velkoformátová televize
- Web žurnalistika
- Mladý reportér
- Cena studentů střední školy v Dolní Normandii
- Ouest-Francie – cena Jeana Marina (tisk žurnalistiky)
- Veřejná cena
- Cena poroty

## Ocenění
Bayeux-Calvados ceny pro válečné korespondenty od roku 1994.

### 1994
- Denní cena: Denis Arcand, La Presse
- Cena časopisu: Philipp von Recklinghausen, Stern
- Cena fotožurnalistiky: André Soloviev, Associated Press
- Rozhlasová cena: Alan Little, BBC News
- Televizní cena: Elisabeth Burdot, RTBF
- Zvláštní cena poroty: Paul Marchand, Radio Canada

### 1995
- Tisková cena žurnalistiky: Henri Guirchoun, Le Nouvel Observateur
- Cena fotožurnalistiky: Laurent Van der Stockt, Gamma
- Televizní cena: Ben Brown, BBC News
- Cena Ouest-France – Jean Marin (tisková žurnalistika): Xavier Gautier, Le Figaro
- Zvláštní cena poroty: Patricia Coste, France 2

### 1996
- Cena tiskové žurnalistiky: Patrick de Saint Exupéry, Le Figaro
- Cena fotožurnalistiky: James Nachtwey, Magnum pro časopis Time
- Radiová cena: Nicolas Poincaré, Francie Inter
- Televizní cena: George Allagiah, BBC News
- Studenti středních škol v Dolní Normandii: Eric Monier, France 2
- Cena Ouest-France – Jean Marin (tisková žurnalistika): Olivier Weber, Le Point

### 1997
- Cena tiskové žurnalistiky: Alain Bommenel, AFP
- Cena fotožurnalistiky: Santiago Lyon, Associated Press
- Rozhlasová cena: François Clémenceau, Evropa 1
- Televizní cena: Bob Coen a Amy Mertz, CNN News
- Studenti středních škol v Dolní Normandii: Roger Motte a Martine Laroche-Joubert, France 2
- Cena Ouest-France – Jean Marin (tisková žurnalistika): Jean-Paul Mari, Le Nouvel Observateur
- Veřejná cena: Luc Delahaye, Magnum

### 1998
- Tisková cena žurnalistiky: Jean-Paul Mari, Le Nouvel Observateur
- Cena fotožurnalistiky: Achmad Ibrahim, Associated Press
- Radiová cena: Nicolas Charbonneau, Evropa 1
- Televizní cena: Morad Aïd-Habbouche a Christian Decarné, Francie 3
- Studenti středních škol v Dolní Normandii: Morad Aïd-Habbouche a Christian Decarné, Francie 3
- Cena Ouest-France – Jean Marin (tisková žurnalistika): Jean Hatzfled, Osvobození
- Veřejná cena: Hocin, AFP

### 1999
- Cena žurnalistiky tisku: Gabriel Grüner, Stern
- Cena fotožurnalistiky: James Nachtwey, Magnum pro časopis Time
- Radiová cena: Isabelle Dor, France Info
- Televizní cena: Fergal Keane, BBC News
- Studenti středních škol v Dolní Normandii: Fergal Keane, BBC News
- Cena Ouest-France – Jean Marin (tisková žurnalistika): Javier Espinosa, El Mundo
- Veřejná cena: Brennan Linsley, SIPA Press

### 2000
- Cena tiskové žurnalistiky: Rémy Ourdan, Le Monde
- Cena fotožurnalistiky: Eric Bouvet, Nezávislý pracovník
- Radiová cena: Madeleine Mukamabano a Médi Elhag, France Culture
- Televizní cena: Matt Frei a Darren Conway, BBC News
- Studenti střední školy v Dolní Normandii: Rageh Omaar, BBC News
- Cena Ouest-France – Jean Marin (tisková žurnalistika): Patrick Saint-Paul, Le Figaro
- Veřejná cena: Eric Bouvet, freelance

### 2001
- Cena tiskové žurnalistiky: Françoise Spiekermeier, Paris Match
- Cena fotožurnalistiky: Enric Marti, AP
- Cena rádia: Gilles Perez, RFI
- Televizní cena: Ben Brown, BBC News
- Studenti středních škol v Normandii: Marie-Claude Vogric, Francie 3
- Cena Ouest-France – Jean Marin (tisková žurnalistika): Maureen Cofflard, Le Nouvel Observateur
- Veřejná cena: Jeffrey B. Russel, Corbis Sygma

### 2002
- Cena žurnalistiky tisku: Pierre Barbancey, L'humanité
- Cena fotožurnalistiky: Luc Delahaye, Magnum Photos
- Radiová cena: Arnaud Zajtman, BBC News
- Televizní cena: Gilles Jacquier, Bertrand Coq, Tatiana Derouet, Alexandre Berne, France 2
- Studenti střední školy v Normandii: John Simpson, BBC
- Cena Ouest-France – Jean Marin (tisková žurnalistika): Jean Kehayan Libération
- Veřejná cena: Yannis Behrakis, Reuters

### 2003
- Cena tiskové žurnalistiky: Sammy Ketz, AFP
- Cena fotožurnalistiky: Georges Gobet, AFP
- Radiová cena: Renaud Bernard, Francie Info
- Televizní cena: Grégoire Deniau a Hervé Paploray, Capa Presse
- Studenti středních škol v Normandii Philippe Lamair, Luc Cauwenberghs, Stefan Janssens, Nathalie Lucien, RTBF
- Cena Ouest-France – Jean Marin (tisková žurnalistika): Caroline Laurent-Simon, Elle
- Veřejná cena: Georges Gobet, AFP

### 2004
- Cena tiskové žurnalistiky: James Meek a Suzanne Goldenberg, The Guardian (UK)
- Cena fotožurnalistiky: Karim Sahib, AFP
- Radiová cena: Andrew Harding – BBC News
- Televizní cena: Paul Wood, Adam Moose Campbell, Yousseff Shomali, Sarah Halfpenny, Nigel Sawtell, Qais Hayawi, Laith Kawther – BBC News
- Studenti středních škol: Fergal Keane, Glenn Middleton, Jackie Martens, Isaac Mugabi, BBC News
- Cena Ouest-France – Jean Marin (tisková žurnalistika): Christophe Ayad, Osvobození
- Veřejná cena: Jaafar Ashtiyeh, AFP
- Cena poroty: Caroline Laurent-Simon, Elle

### 2005
- Cena tiskové žurnalistiky: Vincent Hugeux, L'Express
- Fotoreportáž: Jim MacMillan, AP
- Radiová cena: Ishbel Matheson a Dan McMillan, BBC News
- Televizní cena: Julian Manyon, Sacha Lomakim, Artem Drabkin, Patrick O'Ryan-Roeder, ITN-ITV News
- Studenti středních škol v Normandii: Caroline Sinz, Christian De Carné, Salah Agrabi, Michelle Guilloiseau-Joubair, Francie 3
- Cena Ouest-France – Jean Marin (tisková žurnalistika): Javier Espinosa, El Mundo
- Veřejná cena: Roger Lemoyne, Macleanův časopis / Redux Pictures / Alexia Foundation

### 2006
- Cena tiskové žurnalistiky: Jon Stephenson, Metro
- Fotožurnalistika cena: Jaafar Ashtiyeh, AFP
- Radiová cena: Alex Last, BBC News
- Televizní cena: Neil Connery, ITN-ITV NEWS
- Studenti středních škol v Normandii: Jeff Koinange, CNN
- Cena Ouest-France – Jean Marin (tisková žurnalistika): Javier Espinosa, El Mundo
- Veřejná cena: Tomáš Van Houtryve, na volné noze

### 2007
- Cena tiskové žurnalistiky: Adrien Jaulmes, La Revue Des Deux Mondes / Le Figaro
- Fotožurnalistika cena: Mahmud Hams, AFP
- Rozhlasové zprávy: Angus Crawford, BBC News
- Televizní cena: Alastair Leithead, BBC News
- Cena mladého reportéra: Anne Guion, La Vie
- Studenti středních škol v Dolní Normandii: Orla Guerinová, BBC News
- Cena Ouest-France – Jean Marin (tisková žurnalistika): Benjamin Barthe, Le Monde
- Veřejná cena: Mahmud Hams, AFP

### 2008
- Cena tiskové žurnalistiky: Elizabeth Rubin, časopis New York Times
- Cena fotožurnalistiky: Balazs Gardi, VII Network
- Radiová cena: Mike Thomson, BBC News
- Televizní cena: Dominique Derda – France 2
- Cena mladého reportéra: Julius Mwelu, IRIN
- Studenti středních škol v Normandii: Dominique Derda, France 2
- Cena Ouest-France – Jean Marin (tisková žurnalistika): Anne Guion, La Vie
- Veřejná cena: Jasujoši Čiba, AFP

### 2009
- Cena žurnalistiky tisku: Christina Lamb, The Sunday Times
- Cena fotožurnalistiky: Walter Astrada, AFP
- Radiová cena: Tim Franks, BBC News
- Televizní cena: Paul Comiti, TF1
- Velkoformátová televize: Jeremy Bowen, BBC News
- Mladý reportér: Mohamed Dahir, AFP
- Studenti středních škol v Normandii: Paul Comiti, TF1
- Cena Ouest-France – Jean Marin (tisková žurnalistika): Célia Mercier – XXI
- Veřejná cena: Jérôme Delay, AP

### 2010
- Cena žurnalistiky tisku: Christophe Boltanski, Le Nouvel Observateur
- Cena fotožurnalistiky: Véronique de Viguerie, Paris Match / Getty Images
- Radiová cena: Florence Lozach, Evropa 1
- Televizní cena: Danfung Dennis, PBS
- Velkoformátová televize: Gilles Jacquier, France 2
- Cena mladého reportéra: Miles Amoore, The Sunday Times
- Studenti střední školy v Normandii: Danfung Dennis, PBS
- Ouest-Francie – Jean Marin cena (žurnalistika tisku): Mélanis Bois – Elle
- Veřejná cena: Véronique de Viguerie – Paris Match / Getty Imagest

### 2011
- Tisk žurnalistiky cena: Jon Stephenson, Metro časopis
- Cena fotožurnalistiky: Jurij Kozyrev, Noor
- Radiová cena: Etienne Monin – Francie Info
- Televizní cena: Alex Crawford, Sky News
- Velkoformátová televize: Vaughan Smith, Frontline Club
- Web žurnalistika: Zoé Lamazou a Sarah Leduc, France 24
- Mladý reportér: Sara Hussein – AFP
- Nižší Normandie Studenti středních škol: Alex Crawford, Sky News
- Cena Ouest-France – Jean Marin (tisková žurnalistika): Mariana Grépinet, Paris Match
- Veřejná cena: Yuri Kozyrev, Noor

### 2012
- Cena žurnalistiky tisku: Javier Espinosa, El Mundo
- Cena fotožurnalistiky: Aris Messinis, AFP
- Rádiová cena: Jeremy Bowen, BBC News
- Televizní cena: Nic Robertson, CNN
- Velkoformátová televize: Mathieu Mabin, France 24
- Cena web žurnalistiky: David Wood, Huffington Post
- Cena mladých reportérů: Ed Ou, Getty Images
- Studenti středních škol v Dolní Normandii: Mathieu Mabin, France 24
- Cena Ouest-France – Jean Marin (tisková žurnalistika): Rémy Ourdan, Le Monde
- Veřejná cena: Manu Brabo, AP

### Výsledky 2013
- Presse écrite: Jean-Philippe Remy (Le Monde)
- Photo: Fabio Bucciarelli (AFP)
- Télévision: Sophie Nivelle-Cardinale (TF1)
- Radio: Marine Olivesi (CBC)
- Télévision Grand Format: Ben Anderson (BBC News)
- Prix Jeune Reporter: Florentin Cassonnet (XXI)
- Web journalisme: Laurent Van der Stockt a Jean-Philippe Remy (Le Monde)
- Prix des Lycéens: Sophie Nivelle-Cardinale (TF1)
- Prix Ouest-France Jean Marin: Wolfgang Bauer (Die Zeit)
- Prix du Public: Javier Manzano (AFP)

### Výsledky 2014
- Photo: Mohammed al-Shaikh (AFP) za la majorité chiite poursuit ses manifestations contre le pouvoir
- Presse écrite: Anthony Loyd (Times) za Je pensais qu'Hakim était un ami. Et il m'a tiré dessus
- Télévision: Lyse Doucet (BBC News)
- Télévision Grand Format: Marcel Mettelsiefen (Arte Reportage) za Syrie: la vie, obstinément
- Radio: Olivier Poujade (France Inter) za L'opération Sangaris dans le piège de Bangui
- Prix Ouest-France Jean Marin (presse écrite): Claire Meynial
- Prix Jeune Reporter: Alexey Furman
- Prix des Lycéens: Mathieu Mabin (France 24) za La Brigade de Tripoli (version courte)
- Prix Web Journalisme: Gerald Holubowicz, Olga Kravets, Maria Morina, Oksana Yushko a Anna Shpakova za Grozny: nine cities
- Prix du public (photo): Emin Ozmen (Sipa Press)

### Výsledky 2015
Podle zdroej:
- Photo: Heidi Levine (Sipa Press) za La Guerre et la guérison à Gaza
- Presse écrite: Christopher Reuter (Der Spiegel) za Haji Bakr, le cerveau de la terreur
- Télévision: Mikhail Galutsov (Vice) za Russian Roulette
- Télévision Grand Format: Xavier Muntz (Arte) za Encerclés par l'Etat Islamique
- Radio: Emma-Jane Kirby (BBC) za L'opticien de Lampedusa
- Prix Ouest-France Jean Marin (presse écrite): Wolfgang Bauer (Die Zeit) za And before us lies our happiness
- Prix Jeune Reporter: Pierre Sautreuil (L'Obs) za Nouvelle Russie
- Prix des Lycéens: Alex Crawford (Sky News)
- Prix Web Journalisme: Christian Werner (Süddeutsche Zeitung) za Black Death
- Prix du public (photo): Heidi Levine (Sipa Press) za La Guerre et la guérison à Gaza

### Výsledky 2016
- Trophée Photo – Prix Nikon Yannis Behrakis – "Les persécutés" – Grèce – (Reuters)
- Trophée Télévision – Prix Amnesty International Arnaud Comte a Stéphane Guillemot – "Mossoul: fuir à tout prix" – Irák – (France 2)
- Trophée Télévision Grand Format – Ayman Oghanna a Warzer Jaff – La route de Falloujah – Irák – (VICE News)
- Trophée Presse Écrite – Wolfgang Bauer – "I’ve become someone else. Someone I no longer recognize" – Nigéria – (Die Zeit)
- Trophée Radio – Jeremy Bowen – Yémen – (BBC News)
- Prix Jeune Reporter (Photo) – Mohammed Badra – La Syrie, ceux qui restent – Sýrie – European pressphoto agency
- Trophée Web Journalisme – Guillaume Herbaut Photography a Paul Ouazan – Ukrajina: carnet de route d’un photographe – Ukrajina – (Arte)
- Prix Région Normandie des Lycéens et Apprentis de Normandie (Télévision) – Virginie Nguyen Hoang a Dastane AltaÏr – War is a bitch – Ukrajina – Pac Presse pro France 4
- Prix Ouest-France – Jean Marin (Presse écrite)- Célia Mercier – Passeurs de vie – Irák – Revue (XXI)
- Prix du Public (Photo) – Yannis Behrakis – Les persécutés – Grèce – (Reuters)

### Výsledky 2017
- Presse écrite: Samuel Forey – Le Figaro Mossoul: cinq offensives za une bataille – Irák
- Photo: Ali Arkady – VII Photo Agency “Kissing death” – Irák
- Télévision: Waad Al-Kateab – Channel 4 Le dernier hôpital d’Alep détenu par les rebelles – Syrie
- Radio: Gwendoline Debono – Europe 1 L’entrée dans Mossoul – Irák
- Télévision Grand Format: Olivier Sarbil – Channel 4 News Dans la bataille de Mossoul – Irák
- Prix Jeune Reporter: May Jeong – The Intercept La mort venue du ciel – AFGHANISTAN – Usa
- Prix des Lycéens: Waad Al-Kateab – Channel 4 Le dernier hôpital d’Alep détenu par les rebelles – Syrie
- Prix Ouest-France Jean Marin: Fritz Schaap – Der Spiegel Despair and debauchery in Assad’s Capital – Syrie
- Prix du Public: Antoine Agoudjian – Le Figaro Magazine La conquête de Mossoul ouest – Irák
- Prix de l’image vidéo: Olivier Sarbil – Channel 4 News Dans la bataille de Mossoul – Irák

### Výsledky 2018
Kompletní seznam výherců je uveden na oficiálních stránkách soutěže..
První ceny:
- Presse écrite: Kenneth R. Rosen – The Atavist magazine Mercenaires du diable – Irák
- Photo: Mahmud Hams – AFP Clashes on Gaza’s border – Palestina
- Télévision: Nima Elbagir, Alex Platt a Raja Razek CNN Une vente aux enchères d’esclaves en Libye – Libye
- Radio: Gwendoline Debono – Europe 1 Ni prisonnières, ni réfugiées: femmes djihadistes en Syrie – Sýrie
- Télévision Grand Format: Nicolas Bertrand a Thomas Donzel – France 2 Rohingyas: les damnés de la Birmanie – Birmanie a Bangladéš
- Prix Jeune Reporter: Mushfiqul Alam – freelance The Great Exodus – Bangladéš
- Prix des Lycéens: Stéphanie Perez, Nicolas Auer a Laetitia Niro – France 2 Les lionceaux du Califat: des bombes à retardement ? – Irák
- Prix Ouest-France Jean Marin: Jean-Philippe Remy – Le Monde Le Yémen en guerre – Jemen
- Prix du Public: Paula Bronstein Getty images reportage – The Rohingya crisis: a harrowing journey – Bangladéš
- Prix de l’image vidéo: Darren Conway – BBC La guerre des drogues au Mexique – Mexiko

### Výsledky 2020
Kompletní seznam výherců najdete na oficiálních stránkách.
První ceny
- Fotografická cena Nikon: Lorenzo Tugnoli, agentura Contrasto pro The Washington Post, "Nejdelší válka, Afghánistán".
- Psaný tisk, cena departementu Calvados: Allan Kaval, The World, “Na severovýchodě Sýrie pomalá smrt džihádistických vězňů".
- Televize, ceny Amnesty International: John Sudworth a Wang Xiping, BBC, Ujgurské rodiny.
- Rádio, cena přistávacího výboru: Sonia Ghezali a Wahlah Shahzaib, RFI, Afghánistán: po útoku na porodnici Lékařů bez hranic.
- Velkoformátová televize, cena města Bayeux: Suzanne Allant, Yamaan Khatib a Fadi Al-Halabi, Střihy pro Arte Reportage, “Sýrie v pasti Idlibu".
- Cena mladého reportéra (foto), Crédit Agricole Normandie: Anas Alkharboutli, DPA, Válka v Sýrii.
- Cena regionu Normandie pro středoškolské studenty a učně: John Sudworth a Wang Xiping, BBC, Ujgurské rodiny.
- Západofrancouzská cena Jean-Marina: Allan Kaval, The World, “ Na severovýchodě Sýrie pomalá smrt džihádistických vězňů".
- Cena diváků, sponzorovaná Agence Française de Développement: Anthony Wallace, AFP ,“Cena za video obraz, Arte Prize, France 24, France Télévisions☃☃: Olivier Jobard, Magneto Presse pro ARTE/France 24, “☃☃Jemen☃☃: nucený pochod☃☃".rance 24, “Jemen: nucený pochod".

### Výsledky 2021
Kompletní seznam výherců najdete na oficiálních stránkách. Poprvé zůstávají dva laureáti z bezpečnostních důvodů v anonymitě  , .
V roce 2021 porotě předsedal francouzsko-íránský fotograf Manoocher Deghati .
- Fotografická cena Nikon: jeden z 12 barmských fotografů, jejichž fotografie jsou vystaveny, je odměněn za svůj snímek, ale zůstává anonymní, aby neriskoval život, pro New York Times jarní revoluce – Myanmar [9]
- Psaný tisk, cena departementu Calvados: Wolfgang Bauer, Zeit, Mezi Talibanem – Afghánistán
- Televize, ceny Amnesty International: Orla Guerinová a Goktay Koraltan, BBC, Odstřelovači v Jemenu, Jemen
- Rádio, cena přistávacího výboru: Margaux Benn, Evropa 1, “ V Kandharu se celé vesnice staly minovými poli – Afghánistán.
- Velkoformátová televize, cena města Bayeux: Damir Sagolj a Danis Tanovic, Al Jazeera Balkans “ Když jsme byli na jejich místě - Bosna a Hercegovina
- Cena mladého reportéra (v tisku): Thomas D'Istria, anonymní student žurnalistiky, který píše z Minsku [10] pro Le Monde, " Revoluce v poslední evropské diktatuře -Bělorusko
- Cena Jean-Marina v Ouest-France (písemný tisk): Wolfgang Bauer, časopis Zeit “ Mezi Talibanem – Afghánistán
- Cena diváků, sponzorovaná Agence Française de Développement (foto): Abu Mustafa Ibraheem, Reuters, “ Gaza: 11 dní bombardování » [9]
- Cena za video, Arte award, France 24, France Télévisions: Damir Sagolj a Danis Tanovic, Al Jazeera Balkans “ Když jsme byli na jejich místě - Bosna a Hercegovina
- Ceny středoškoláků, studentů a stážistů (televize): Orla Guerin a Goktay Koraltan, BBC, Odstřelovači v Jemenu[11].

### Výsledky 2022
Kompletní seznam výherců najdete na oficiálních stránkách. Porotě předsedal Thomas Dworzak.
První ceny
- Foto, cena Nikon: Jevhen Maloljetka, Associated Press Centrála v Mariupolu na Ukrajině.
- Foto, Cena diváků, Vadim Ghirda, Associated Press - Válka na Ukrajině, Ukrajina.
- Foto, cena mladého reportéra: Abdulmonam Eassa, nezávislý pracovník pro Le Monde, The New York Times, Getty Images - Peaceful Rage Not Die, Súdán.
- Psaný tisk, cena departementu Calvados: Mariam Ouedraogo, Sidwaya Editions - Dablo-Kaya Axis: Cesta do pekel pro vnitřně vysídlené ženy, Buirkina Faso.
- Tisk, cena Jean-Marina Ouest-France: Nicolas Delesalle, Paris Match - Ukrajina: konvoj poslední šance, Ukrajina.
- Rádio, cena výboru: Maurine Mercier, France Info RTS - Válka na Ukrajině: matka a její dcera vyprávějí o dvou týdnech znásilňování a teroru v Boutcha na Ukrajině.
- Televize, ceny Amnesty International: Théo Maneval a Pierre Dehoorne, France 5, C dans l'air - Viktor a polibek války, Ukrajina.
- Velkoformátová televize, mezinárodní cena Crisis Group: Philip Cox, The Guardian - Súdánský Spiderman, Súdán.
- Televize, cena regionu Normandie pro středoškolské studenty a učně: Dorothée Ollieric, Nicolas Auer a Mortaza Behboudi, France 2 - Afghánské dívky prodány, aby přežily, Afghánistán.
- Video obrázek, cena Arte, France 24, France Télévisions: Mstyslav Černov, Associated Press - Mariupol – Smrt ukrajinského města, Ukrajina.

### Výsledky 2023
Ceny udělené mezinárodní porotou:
- Fotografická trofej, cena Nikon: Siegfried Modola, na volné noze, V srdci barmského povstání, Barma.
- Trofej novinářská, cena departementu Calvados: Anthony Loyd, The Times, Zapomenutý rukojmí, Irák, Sýrie a Maroko.
- Trofej rozhlasu, cena výboru pro vylodění: Maurine Mercier, RTS–Franceinfo, Dvojí trest matky znásilněné v Buči, Ukrajina.
- Trofej televize, cena Amnesty International: Nick Paton Walsh, Brice Lainé, Natalie Gallon a Etienne Dupont, CNN, Gangy získávají převahu nad haitskou policií, Haiti.
- Trofej velkého televizního formátu, cena International Crisis Group: Edward Kaprov, Daniel Fainberg, Eugene Titov, Magneto Presse pro Arte Reportage, Ukrajina: fotograf ve válce, Ukrajina.
- Cena mladého reportéra (tisk), cena Crédit Agricole Normandie: Francis Farrell, The Kyiv Independent, V pekle Bachmutu: měsíce nevídaného násilí, Ukrajina.
- Cena za videoobraz (televize a velký televizní formát), cena Arte / France 24 / France Télévisions: Quentin Sommerville a Darren Conway, BBC News, Na Ukrajině, linie nula, Ukrajina.

Zvláštní ceny:
- Cena Regionu Normandie studentů a učňů (televize): Nick Paton Walsh, Brice Lainé, Natalie Gallon a Etienne Dupont, CNN, Gangy získávají převahu nad haitskou policií, Haiti.
- Cena Ouest-France, Jean Marin (tisk): Louis Imbert, Le Monde, Gaza – Západní břeh Jordánu, Palestina.
- Cena veřejnosti (fotografie): Paula Bronstein, Getty Images, Důsledky války na Ukrajině, Ukrajina.

### Výsledky 2024
Ceny udělené mezinárodní porotou:
- Trofej fotografie, cena Nikon: Mahmud Hams, AFP, Gaza, in the hell of war, Gaza
- Trofej novinářská, cena departementu Calvados: Rami Abou Jamous, Orient XXI, Journal de Gaza, Gaza
- Trofej rozhlasu, cena Výboru pro vylodění: Andrew Harding, BBC News, L’histoire de Sara, Francie
- Trofej televize, cena Amnesty International: Mohammed Abu Safia, John Irvine, ITV News, Le drapeau blanc, Gaza
- Trofej televizního velkého formátu, cena Památníku v Caen: Rami Abou Jamous, Fabrice Babin, Bertrand Séguier, BFM TV, Gaza, fuir l’enfer, Gaza
- Cena mladého reportéra (fotografie), cena Crédit Agricole Normandie: Saher Alghorra, freelancer pro Associated Press, Zuma Press, Gaza strip: the impact of the war on civilians, Gaza
- Cena za obrazové zpravodajství (TV a TV velký formát), cena Arte / France 24 / France Télévisions: Marc de Chalvron, Florian Le Moal, Ludovic Lavielle, Laroslav Oliinyk, France 2, Soldats à bout de souffle, Ukrajina

Zvláštní ceny:
- Cena regionu Normandie studentů a učňů (TV): Nicolas Coadou, David Couloume, Manuella Braun, BFM TV, Kharkiv, la mort en face, Ukrajina
- Cena Ouest-France – Jean Marin (tištěný tisk): Rami Abou Jamous, Orient XXI, Journal de Gaza, Gaza
- Cena veřejnosti (fotografie): Kostiantyn Liberov, Libkos, La guerre en Ukrajina. Douleur, désespoir et espoir, Ukrajina